# Charles Stark Draper
Charles Stark Draper (ur. 2 października 1901, zm. 25 lipca 1988) – amerykański fizyk, specjalista od nawigacji lotniczej.

## Życiorys
Po ukończeniu szkoły średniej rozpoczął studia na University of Missouri, skąd po dwóch latach przeniósł się na Stanford University, gdzie ukończył studia z psychologii. Następnie studiował inżynierię elektromechaniczną w Massachiussets Institute of Technology (MIT), w 1938 uzyskał doktorat z fizyki. W tym czasie dał się poznać jako konstruktor zmodyfikowanych urządzeń żyroskopowych, przeznaczonych dla lotnictwa, takich jak kompas magnetyczny, wskaźniki szybkości, wysokości i skrętu.
W 1940 stanął na czele MIT Instrumentation Laboratory. Odegrał kluczową rolę w usprawnieniu technologii nawigacyjnej w okresie II wojny światowej, opracował również system celowników optycznych A-1. Po zakończeniu wojny kontynuował prace dla armii amerykańskiej- nad projektami, takimi jak (Ship`s Inertial Navigation System) czy SPIRE- wprowadzenia autopilota, kontrolującego kurs samolotu na terenie USA. Kierował też opracowaniem systemów nawigacyjnych dla rakiet średniego i dalekiego zasięgu. W latach 60 jego laboratorium opracowało systemy nawigacyjne dla programu Apollo.